# Sierra de Pela
La sierra de Pela es la cadena montañosa más oriental y de menor altura del Sistema Central español, con vertientes a la cuenca del Duero, al norte, y a la cuenca del Tajo, al sur. Se extiende linealmente de oeste a este a lo largo de unos 35 km entre las provincias de Segovia, Soria y Guadalajara, desde Santibáñez de Ayllón hasta Romanillos de Atienza, componiéndose a su vez de tres subsierras, la de Grado al oeste, la de Pela en el centro y la del Bulejo al este. Linda al oeste con la sierra de Ayllón; al sur con los valles del río Pelagallinas, el Bornova y el Cañamares y con las sierras de Alto Rey y de la Bodera; al este con los altos de Barahona y la sierra Ministra, nexos entre los sistemas Central e Ibérico, y al norte con la comarca de Burgo de Osma.
Sus mayores alturas se encuentran en las zonas oeste y central, descendiendo según se extiende hacia el este donde los altos son menores. Destacan, de occidente a oriente, el pico de Grado (1513 m) y el Rivilla (1506 m) en la sierra de Grado; el Ribalópez (1521 m), La Peñota (1485 m), la Sima de Somolinos (la mayor altitud de la sierra con 1548 m), el Pico del Ceño (1529 m) y el Portillo (1540 m) en la zona central, y la Cabeza Alta (1475 m) y el Torreplazo (1427 m) en la sierra del Bulejo.
Por la rasura de sus cerros poco pronunciados y por el fuerte viento que sopla en sus cimas se alza en éstas un parque eólico a lo largo de 15 km entre el pico de Grado y La Peñota.
En sus faldas nacen varios cursos fluviales de cierta importancia en la zona repartiendo sus aguas entre las cuencas del Duero, al norte, y del Tajo, al sur. Destacan el río Pedro, el arroyo de Montejo, el río Tiermes, el río Caracena y el río Talegones en la vertiente norte, y el arroyo de la Dehesa (futuro Sorbe tras unirse con el río Lillas), el río Bornova, y el río Cañamares en la vertiente sur. Es destacable también la laguna de Somolinos, laguna de origen kárstico situada en el curso del río del Manadero, afluente del Bornova.
La escasa prominencia de sus montañas y la anchura de los fértiles valles que bordean la sierra de Pela hace que se multipliquen las poblaciones alrededor del macizo. En la vertiente norte se encuentran, dentro de la provincia de Segovia, Santibáñez de Ayllón y Grado del Pico, y, dentro de la provincia de Soria, Rebollosa de Pedro, Pedro, Sotillo de Caracena, las ruinas de Tiermes, Manzanares, Cañicera, Rebollosa de los Escuderos, Tarancueña, Peralejo de los Escuderos, Losana, Valvenedizo, Castro y Retortillo de Soria. En la vertiente sur se asientan Villacadima, Galve de Sorbe, Campisábalos, Condemios de Arriba, Condemios de Abajo, Somolinos, Albendiego, Ujados, Hijes, Miedes de Atienza, Bañuelos y Romanillos de Atienza, todas ellas en la provincia de Guadalajara.

## Geomorfología

### Relieve
El relieve de la cara norte de la sierra de Pela se caracteriza por presentar grandes desniveles que propician la existencia de fuertes abarrancamientos y cortados. En contraste, la cara sur presenta una línea de cumbres más difusa con pendientes suaves, salvo el extremo sur, limitado por una cuesta más pronunciada.
Los cursos fluviales han incidido pequeñas hoces sobre la sierra de Pela, dando lugar a roquedos que configuran una amplia variedad de sustratos litológicos a los que está asociada una flora de características ecológicas muy especiales.

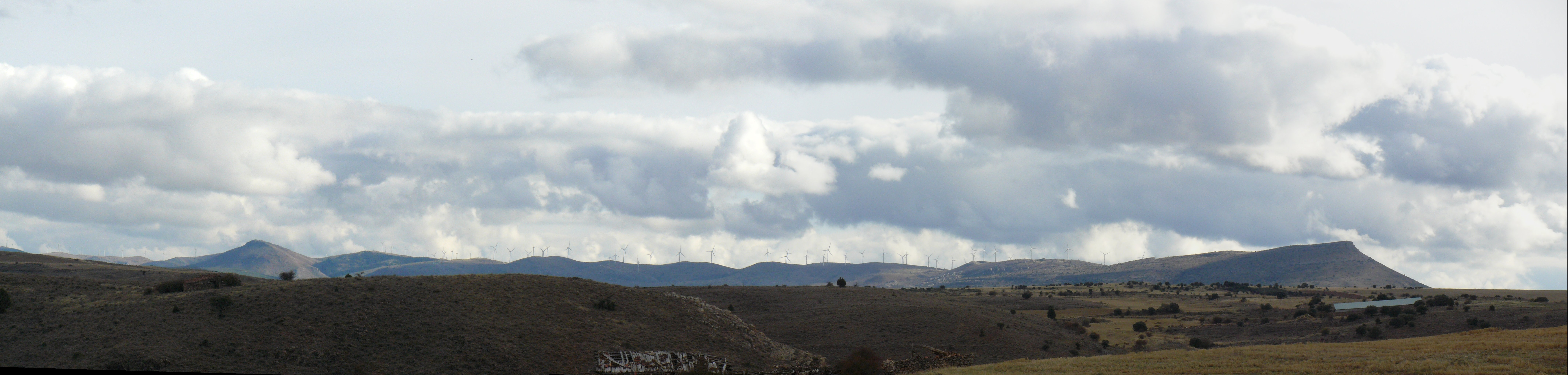
Panorámica de la sierra de Pela desde el norte.

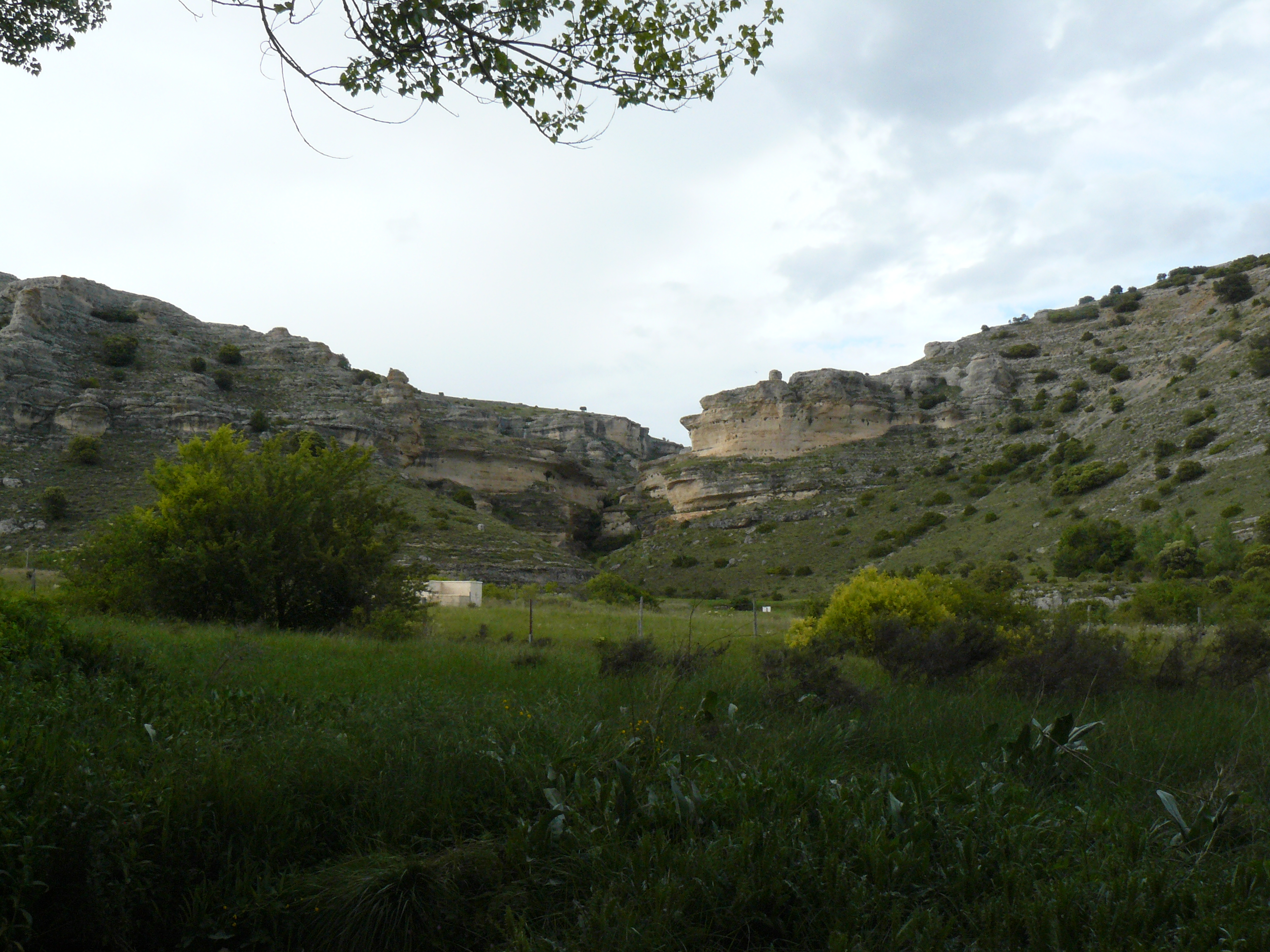
Estructura cretácica de calizas y dolomías a pie del Portillo cerca de la laguna de Somolinos.

### Litología
La sierra de Pela es una de las sierras que constituye el nexo entre el Sistema Central y el Sistema Ibérico conformada por un páramo que se eleva hasta sobrepasar los 1500 m s. n. m. sobre litologías básicas, predominantemente cretácicas al oeste de la falla de Somolinos, y sedimentos jurásicos al este, visible en el Portillo. Así, la litología de la sierra de Pela está constituida por dos formas básicas: por un lado, dolomías y calizas dolomíticas estratificadas en gruesos bancos, y por otro, dolomías, calizas y margas tableadas.

### Edafología
Este tipo de litología, unido a las condiciones topográficas y climáticas, configura unos suelos brutos y litosuelos con elevada pedregosidad y escaso contenido en arcillas, con presencia de gleras y gelifractos favorecidos por la elevada continentalidad del clima.

## Climatología
A partir del análisis de los datos de las estaciones meteorológicas de Somolinos y de Condemios de Arriba se obtienen unos valores de precipitación media anual de 622,3 mm, con una sequía estival no muy acusada.
La temperatura media anual en la sierra de Pela es de 9,5 °C, con una media de las mínimas del mes más frío de -4 °C y máximas de 4,5 °C, y un período de seis meses, de noviembre a abril, afectados por heladas, presentando inviernos fríos y veranos no muy calurosos.
Bioclimáticamente, la sierra de Pela oscila en la transición de los pisos supramediterráneo superior en la zona de la laguna de Somolinos y en los valles, y el oromediterráneo inferior en las cuerdas de la sierra. Se manifiesta una elevada continentalidad.

## Hidrología

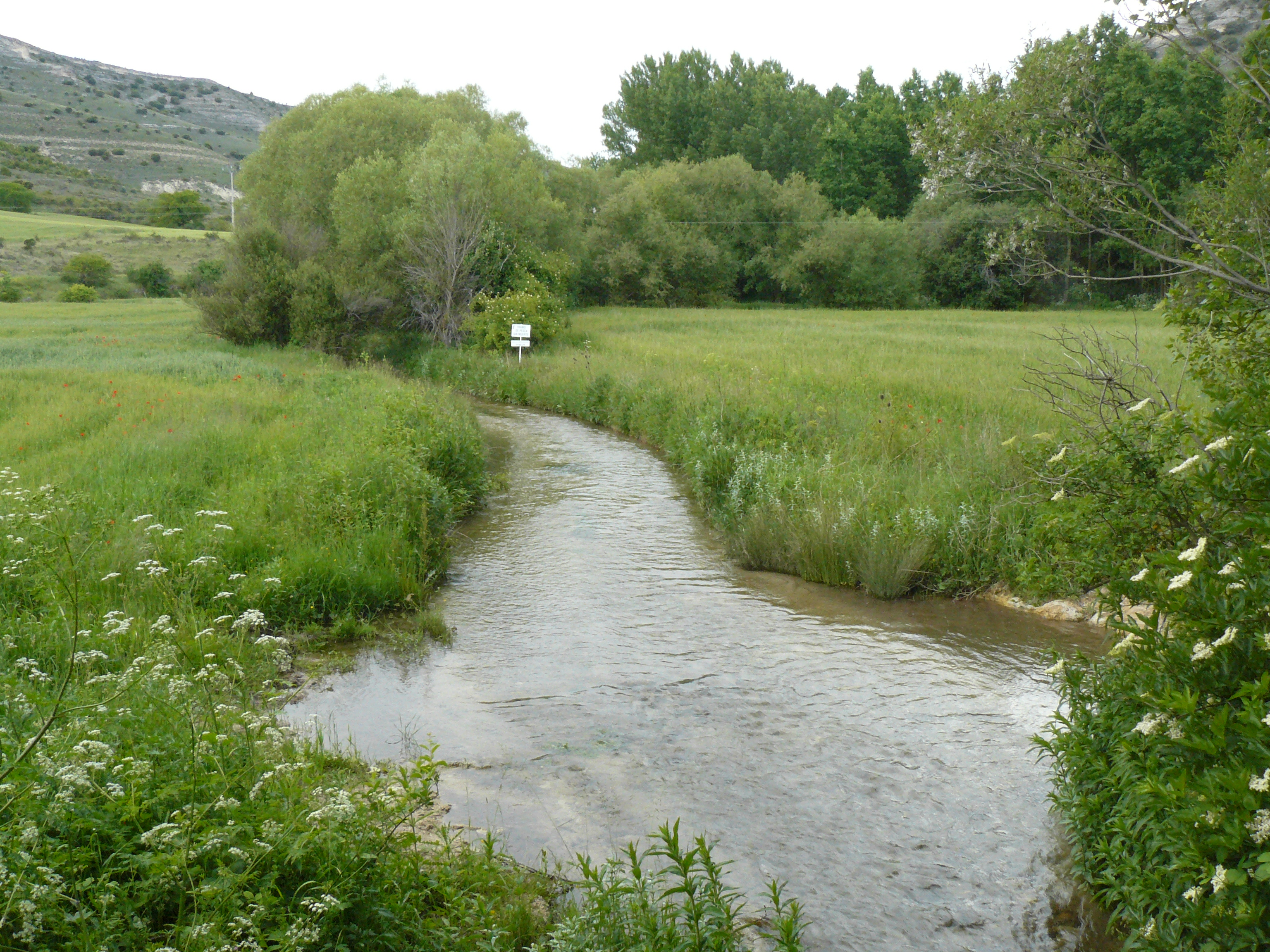
Río del Manadero, afluente del Bornova, en la salida de la laguna de Somolinos.

La sierra de Pela constituye una divisoria de aguas entre la cuenca hidrográfica del Duero, al norte, y la cuenca hidrográfica del Tajo, al sur. La vertiente norte está estructurada por las cuencas los ríos Tiermes y Caracena. La vertiente sur vierte sus aguas al río Bornova, que delimita la sierra con un amplio valle en su parte meridional.
Destaca también la laguna de Somolinos, una laguna de origen kárstico surgida del represamiento natural del cauce del río del Manadero, afluente del Bornova.

## Hábitat

### Flora
El hecho de que la sierra de Pela constituya un nexo entre el Sistema Central y el Sistema Ibérico, unido a sus peculiaridades geomorfológicas, litológicas y climáticas, determina ámbitos corológicos muy diversos, que propician una apreciable riqueza florística.
En las cumbres, la vegetación dominante está constituida por un erizal (Saturejo gracilis-Erinaceetum anthyllidis) sobre litosuelos de dolomías y por un cambronal (Lino apressi-Genistetum rigidissimae) sobre margas. Estas formaciones de caméfitos pulvinulares aparecen aquí en sus aspectos más típicos y en buen estado de conservación, constituyendo comunidades permanentes. Entre estas comunidades aparecen especies de gran interés como Thymus mastigophorus, Arenaria erinacea, Linum apresum, Potentilla velutina, Arenaria tetraquetra y Fumaria procumbens, entre otras. Los erizales tienen la consideración de hábitat de protección especial.
Otra formación presente en la sierra de Pela, más abundante en la zona noroccidental, son los pastizales orófilos calcícolas supra y oromediterráneos de Festuca hystrix . Se tratan de pastizales de diente sobre suelos poco evolucionados y en situaciones expuestas, con situaciones climáticas rigurosas e intenso pastoreo. Intercaladas entre los erizales y estos pastizales aparecen formaciones postradas de Juniperus hemisphaerica, sobre suelos brutos, pedregosos y secos, acompañada por Berbis hispanica y rosa, con pies sueltos de encina y quejigo. En esta zona también aparecen, en enclaves más húmedos de cabeceras de arroyos, especies características de formaciones de prados de dientes y de siega basófilos, como Pedicularis schyzocalyx y Sanguisorba officinalis. También se encuentra en la zona media baja de las laderas la especie protegida Centranthus lecoquii y Laserpitium siler. Otras especies de flora de interés existentes en la zona son Veronica javalambrensis, en zonas de cumbres, y Ophioglosum vulgatum, en enclaves húmedos del fondo del valle.
Las laderas meridionales están cubiertas por los mismos matorrales, ganando presencia el aliagar (Lino suffruticosi-Salvietum lavandulifoliae), conservándose enclaves de encina y quejigar.
La vegetación de roquedos incorpora comunidades de farallones dolomíticos (Anthirrino granitici-Rhamnetum pumili) junto a Aspienium celtibericum, aliso bastardo y Ribes alpinum, las tres catalogadas de interés especial. Mientras que la comunidad propia de repisas umbrosas incluye la especie endémica Saxifraga cuneata, también catalogada de interés especial. Asimismo, aparecen en alguno de los barrancos pies sueltos de tejo, especie protegida. Por otro lado, la presencia de gleras y gelifractos ha permitido la aparición de comunidades glerícolas basófilas de óptimo pirenaico con Laserpitium gallicum y siempreniñas, entre otras especies.
Finalmente, en el extremo suroccidental existe una pequeña representación de pinares naturales y de repoblación de pino silvestre con enebral.

## Características socioeconómicas
La sierra de Pela se caracteriza, desde el punto de vista demográfico, por su escasa densidad de población, cuya evolución durante la segunda mitad del siglo XX ha experimentado una clara regresión y envejecimiento.
El sector ocupacional más importante es el agrario, predominando los aprovechamientos silvo-pastoril y agrícola, según zonas. La actividad agrícola se limita al cultivo del cereal de secano en pequeñas parcelas y a pequeños huertos familiares que ocupan el fondo de los valles.
La actividad ganadera es importante en algunas áreas, como Campisábalos, que cuenta con una cabaña de casi dos mil cabezas de ganado lanar y casi trescientas de vacuno. No obstante, se arriendan los aprovechamientos de pastos de los montes de utilidad pública propiedad de los ayuntamientos.
En cuanto a la actividad cinegética, gran parte de la sierra de Pela está ocupada por cotos de caza privados de aprovechamiento menor y mayor secundario, cazándose principalmente liebre y conejo en mano, corzo a rececho y en ganchos y jabalí en ganchos y esperas, entre otras especies.

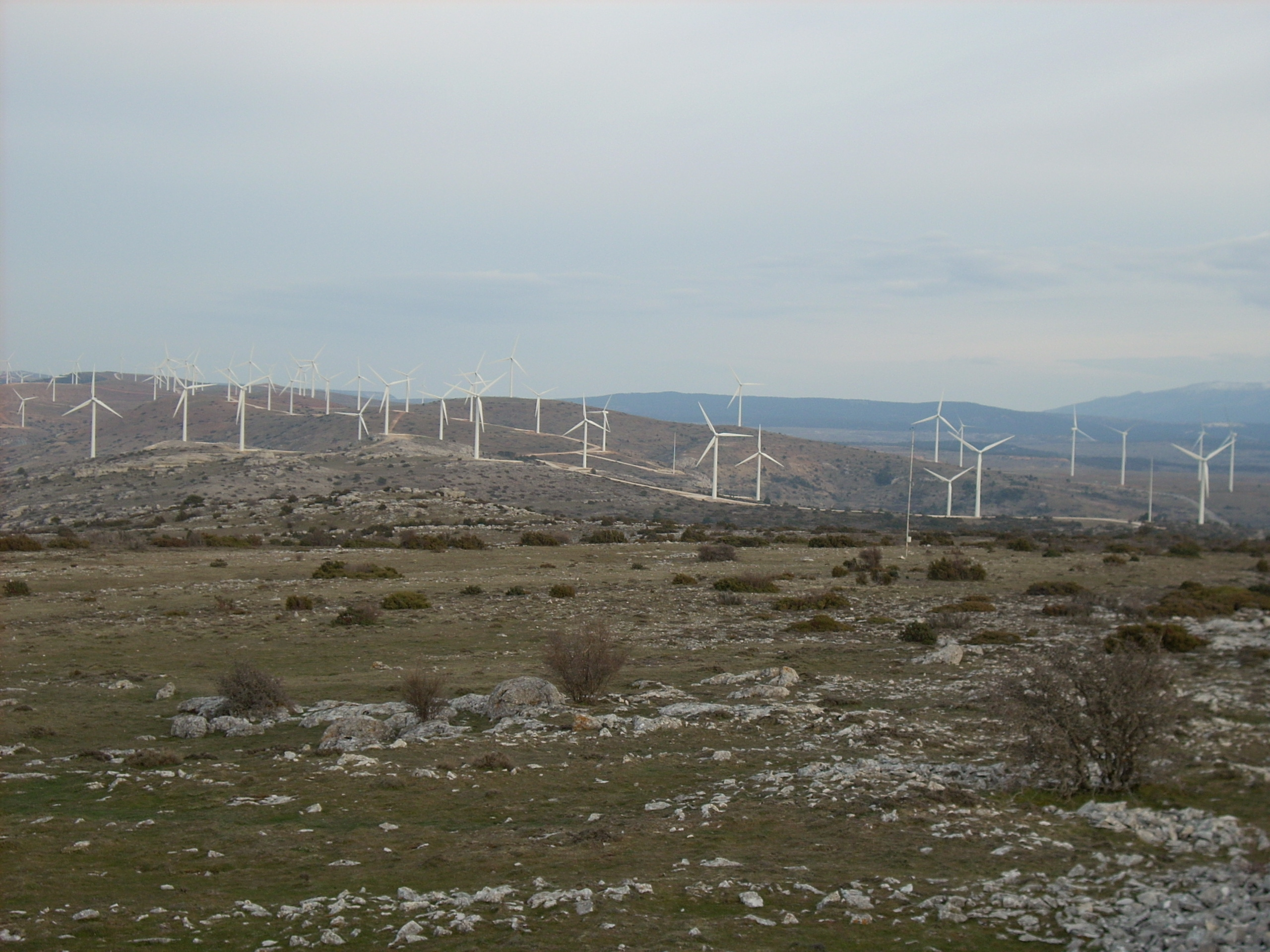
Parque eólico sobre el pico de Grado.

En cuanto a la pesca, algunos de los ríos mantienen caudal permanente, con aguas de montaña, manteniendo buenas poblaciones de trucha.
La actividad industrial se limita a algunas canteras de caolín.
El turismo, aunque todavía menor en la zona, constituye un sector económico en crecimiento favorecido por la cercanía del hayedo de Tejera Negra en Cantalojas y de la arquitectura románica presente en muchas de las iglesias de las localidades.
Prácticamente, toda la cima de la sierra de Pela está coronada por un parque eólico con unos ciento cincuenta aerogeneradores que aprovechan los constantes vientos para producir 158 kW de energía.

### Comunicación
Por el sur de la sierra de Pela transcurre la carretera CM-110/SG-145, entre Sigüenza y Ayllón, como eje principal. Por el norte, las localidades se vertebran a través de la SO-V-1606/SO-V-1906/SO-V-1916, entre Retortillo de Soria y Ayllón. En el este de la sierra se encuentra la única vía de comunicación entre las dos vertientes, la CM-1005/SO-161, entre Miedes de Atienza y Retortillo de Soria.

## Cartografía
- Hojas 433-I y 433-II a escala 1:25.000 del Instituto Geográfico Nacional.